# Pterostichus mottolensis
Pterostichus mottolensis är en skalbaggsart som beskrevs av Hermann Hacker. Pterostichus mottolensis ingår i släktet Pterostichus och familjen jordlöpare. Inga underarter finns listade i Catalogue of Life.